# Sciara rotunda
Sciara rotunda är en tvåvingeart som beskrevs av Rubsaamen 1894. Sciara rotunda ingår i släktet Sciara och familjen sorgmyggor. Inga underarter finns listade i Catalogue of Life.